# Bryconamericus gonzalezi
Bryconamericus gonzalezi är en fiskart som beskrevs av Román-valencia 2002. Bryconamericus gonzalezi ingår i släktet Bryconamericus och familjen Characidae. Inga underarter finns listade.